# レット症候群
ICD-10におけるレット症候群（）（英: Rett syndrome、略称:RTT）、あるいはDSM-IVにおけるレット障害は、ほとんど女児に起こる進行性の神経疾患であり、知能や言語・運動能力が遅れ、小さな手足や、常に手をもむような動作や、手をたたいたり、手を口に入れたりなどの動作を繰り返すことが特徴である。
1966年にウィーンの小児神経科の医師であるアンドレアス・レットによって最初の症例が発表された神経疾患で、彼の名を取って名付けられた。
日本では小児慢性特定疾患に指定されている。

## 疫学
レット症候群の発症率は、女児10,000人から20,000人に1人といわれている。

## 症状

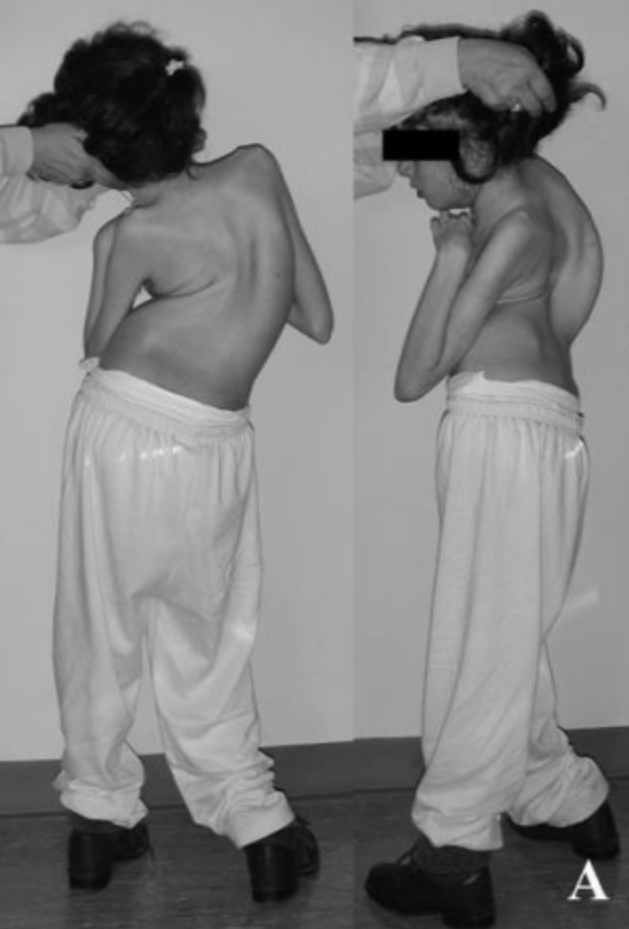
レット症候群に冒された15歳の少女

生後六ヶ月から一年六ヶ月の頃に発症するが、それまでの周産期や出産前後は一見正常である。兆候症状には認識の悪化や社会性に伴う問題を含み、後者は退化時期の間に見られる。児童期には体幹失調・脊椎変形・舞踏病様運動・てんかん発作が現れ、進行性。運動機能が崩壊する。精神遅滞は重度。英語版の記述によれば、80%以上がてんかん等の突発的発作を持ち、50%あまりが歩行困難。この障害はアンジェルマン症候群、脳性麻痺、自閉症と誤診されることもある。

## 原因
レット症候群はX染色体上に存在するMECP2遺伝子の突然変異によって引き起こされ、レット症候群と診断された患者の95%がこのMECP2遺伝子に変異を持つ。稀に、レット症候群の症状はCDKL5遺伝子の異常によっても引き起こされる。

### MECP2遺伝子
MECP2遺伝子は、MECP2というタンパク質に翻訳され、X染色体の長腕の末端近く (Xq28) に見られる。MECP2はメチル化CpG結合タンパク質2 (Methyl CpG binding protein 2) とも呼ばれ、メチル化したDNAのシトシン残基に結合し、他の遺伝子の発現を制御する転写因子である（エピジェネティクスによる遺伝子発現制御とも呼ばれている）。 MECP2は神経細胞以外の細胞でも広く見られ、多くの遺伝子発現制御に関わっていると考えられるが、なぜMECP2の異常が脳神経特異的な疾患を引き起こすのか、詳しい機構はまだ分かっていない。

### 突発的遺伝子異常
レット症候群は通常、MECP2遺伝子の新規突然変異によって引き起こされ、その確率は95%を超え、親からの遺伝の確率は低い。通常、両親のMECP2遺伝子型は正常で、異常は見られない。レット症候群を引き起こすMECP2遺伝子の突然変異は、ほとんどの場合、精子のX染色体に起源を持つ。突然変異した精子が生み出される原因はいまだ不明であり、そのような遺伝子異常は稀である。

### 性とレット症候群
一般的に女性の性染色体は、父親由来と母親由来のX染色体を各一本持つ（性染色体型がXX）ため、MECP2遺伝子も二つ保持している。レット症候群患者は、片方のMECP2遺伝子に変異がある状態である。もし両方のX染色体MECP2遺伝子に異常がある場合は、発生初期に致死である可能性が高い。二本あるX染色体に合計2セット存在する遺伝子群のうち、どちらの染色体の遺伝子群を使用するかは、胚発生初期にランダムに決定され、使用されないX染色体は生涯に渡って不活性化される（詳しくはX染色体の不活性化参照）。その結果、約半数の細胞では正常型のMECP2タンパク質を持ち、残りの細胞では変異型のMECP2タンパク質を持つ状態となる。この変異型MECP2を持つ細胞の割合や分布位置に応じて、重篤度や症状も変化すると考えられている。
一方男性の性染色体は、父親由来のY染色体と母親由来のX染色体を持つ（性染色体型がXY）ため、MECP2遺伝子は一つしか保持していない。もし一つしかないMECP2遺伝子に重要な変異が生じた場合は、発生初期段階や出産後早い段階で致死となると考えられており、そのため男児のレット症候群患者が稀であると説明されている。男児でレット症候群と診断される患者は、ほぼ例外なくクラインフェルター症候群も併せ持ち、Y染色体の他にX染色体を二本持っている（性染色体型がXXY）と報告されている。

## 治療
遺伝子変異によって引き起こされる症候群であるため、根本的な治療法どころか、症状の進行を食い止める方法すら存在しない。各患者の症状に合わせて、対症療法を行う。マウスを用いた実験では、MECP2遺伝子を破壊するとレット症候群様の症状がみられるが、その後に正常なMECP2遺伝子を再導入することで症状の改善が見られた事から、遺伝子治療などが有効であると期待されるが、未だ基礎研究段階である。